# 羅克布里奇鎮區 (伊利諾伊州格林縣)
羅克布里奇鎮區（英語：Rockbridge Township）是位於美國伊利諾伊州格林縣的一個行政鎮區。

## 地方資料
根據2010年美國人口普查的數據，羅克布里奇鎮區的面積為123.70平方千米，當中陸地面積為123.40平方千米，而水域面積為0.30平方千米。當地共有人口1523人，而人口密度為每平方千米12.31人。